# Finale FIFA Confederations Cup 2009

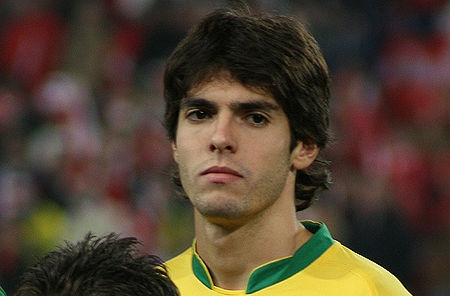
Spelverdeler Kaká loodste zijn land in de tweede helft naar de overwinning.

De FIFA Confederations Cupfinale van 2009 was de achtste finale van de Confederations Cup. De wedstrijd ging door op 28 juni 2009 in Ellispark in Johannesburg. Brazilië, winnaar van de Copa América, nam het op tegen de Verenigde Staten, winnaar van de CONCACAF Gold Cup. Brazilie zetten in de tweede helft een 0-2-achterstand recht en wonnen met 3-2.

## Wedstrijdverslag
Na tien minuten spelen bracht Clint Dempsey de Amerikanen op voorsprong. Hij verlengde een lange voorzet van rechtsachter Jonathan Spector in één tijd in doel. Zijn vluchtschot verdween onhoudbaar in de verste hoek. Brazilië kon niet meteen reageren en stond na nog geen half uur spelen 2-0 achter. Brazilië  trok massaal in de aanval, maar verloren dan de bal. Landon Donovan lanceerde een counter, stak het hele veld over en kreeg de bal terug. Hij kapte zijn bewaker uit met rechts en plaatste de bal met links onder doelman Júlio César.
Brazilië schoot na de rust wakker. De tweede helft was nog geen minuut oud toen Luís Fabiano in de draai raak trof. De Brazilianen hadden hun snelle aansluitingstreffer beet, maar raakten pas in het slot voorbij de Verenigde Staten. Met nog een kwartier te gaan zorgde opnieuw Luís Fabiano voor de gelijkmaker. Uitblinker Kaká rolde de linkerflank op en bracht de bal laag voor doel. Van dichtbij trof Robinho de lat, maar Luís Fabiano kopte de rebound in doel. Brazilië ging op zoek naar de winnende treffer en drukte de Amerikanen in het slot van de finale weg. Aanvoerder Lúcio torende bij een hoekschop van invaller Elano boven iedereen uit en kopte de bal via de paal binnen: 3-2.
Dunga werd zo de eerste speler die de Confederations Cup won als speler (in 1997) en als bondscoach.

### Wedstrijdinfo
|                         |                                 |       |                         |                                                                                      |
| 28 juni 2009 20:30 SAST | Brazilië                        | 3 – 2 | Verenigde Staten        | Ellispark, Johannesburg Toeschouwers: 52.291 Scheidsrechter: Martin Hansson (Zweden) |
| 28 juni 2009 20:30 SAST | Luís Fabiano 46', 74' Lúcio 85' |       | 10' Dempsey 27' Donovan | Ellispark, Johannesburg Toeschouwers: 52.291 Scheidsrechter: Martin Hansson (Zweden) |

| Brazilië | Verenigde Staten |

| Brazilië:      |    |                |         |
|                |    |                |         |
| GK             | 1  | Júlio César    |         |
| RB             | 2  | Maicon         |         |
| CB             | 3  | Lúcio          | 69'     |
| CB             | 14 | Luisão         |         |
| LB             | 16 | André Santos   | 36' 66' |
| CM             | 8  | Gilberto Silva |         |
| CM             | 5  | Felipe Melo    | 25'     |
| RM             | 18 | Ramires        | 67'     |
| AM             | 10 | Kaká           |         |
| LW             | 11 | Robinho        |         |
| CF             | 9  | Luís Fabiano   |         |
| Wisselspelers: |    |                |         |
| DF             | 13 | Dani Alves     | 66'     |
| MF             | 7  | Elano          | 67'     |
| Coach:         |    |                |         |
| Dunga          |    |                |         |

| Verenigde Staten: |    |                    |     |
|                   |    |                    |     |
| GK                | 1  | Tim Howard         |     |
| RB                | 21 | Jonathan Spector   |     |
| CB                | 5  | Oguchi Onyewu      |     |
| CB                | 15 | Jay DeMerit        |     |
| LB                | 3  | Carlos Bocanegra   | 19' |
| CM                | 13 | Ricardo Clark      | 88' |
| CM                | 22 | Benny Feilhaber    | 75' |
| RW                | 8  | Clint Dempsey      |     |
| AM                | 17 | Jozy Altidore      | 75' |
| LW                | 10 | Landon Donovan     |     |
| CF                | 9  | Charlie Davies     |     |
| Wisselspelers:    |    |                    |     |
| DF                | 2  | Jonathan Bornstein | 75' |
| MF                | 16 | Sacha Kljestan     | 75' |
| FW                | 4  | Conor Casey        | 88' |
| Coach:            |    |                    |     |
| Bob Bradley       |    |                    |     |

| "Man of the Match": Kaká Assistent-scheidsrechters: Henrik Andrén Fredrik Nilsson Vierde official: Benito Archundia Vijfde official: Héctor Vergara |

USSF · A-internationals · Selecties · Bondscoaches · Amerikaans vrouwenelftal · Olympisch elftal · USA -21 · USA -20 · USA -19 · USA -18 · USA -17
1885 – 1919 · 
1920 – 1929 · 
1930 – 1939 · 
1940 – 1949 · 
1950 – 1959 · 
1960 – 1969 · 
1970 – 1979 · 
1980 – 1989 · 
1990 – 1999 · 
2000 – 2009 · 
2010 – 2019 ·
2020 − 2029
CA 1993 · 
CA 1995 · 
CA 2007 · 
CA 2016
CC 1992 · 
CC 1999 · 
CC 2003 · 
CC 2009
WK 1930 · 
WK 1934 · 
WK 1950 · 
WK 1990 · 
WK 1994 · 
WK 1998 · 
WK 2002 · 
WK 2006 · 
WK 2010 · 
WK 2014
OS 1904 · 
OS 1924 · 
OS 1928 · 
OS 1936 · 
OS 1948 · 
OS 1952 · 
OS 1956 · 
OS 1972 · 
OS 1984 · 
OS 1988 · 
OS 1992 · 
OS 1996 · 
OS 2000 · 
OS 2008
Algerije ·
Antigua en Barbuda ·
Argentinië ·
Armenië ·
Australië ·
Azerbeidzjan ·
Barbados ·
België ·
Belize ·
Bermuda ·
Bolivia ·
Bosnië en Herzegovina ·
Brazilië ·
Canada ·
Chili ·
China ·
Colombia ·
Costa Rica ·
Cuba ·
Curaçao ·
Denemarken ·
DDR ·
Duitsland ·
Ecuador ·
Egypte ·
El Salvador ·
Engeland ·
Estland ·
Finland ·
Frankrijk ·
Ghana ·
GOS ·
Grenada ·
Griekenland ·
Guatemala ·
Guyana ·
Haïti ·
Honduras ·
Hongarije ·
Ierland ·
IJsland ·
Iran ·
Israël ·
Italië ·
Ivoorkust ·
Jamaica ·
Japan ·
Joegoslavië ·
Kaaimaneilanden ·
Kameroen ·
Koeweit ·
Letland ·
Liechtenstein ·
Luxemburg ·
Malta ·
Marokko ·
Martinique ·
Mexico ·
Moldavië ·
Nederland ·
Nederlandse Antillen ·
Nicaragua ·
Nieuw-Zeeland ·
Nigeria ·
Noord-Ierland ·
Noord-Korea ·
Noord-Macedonië ·
Noorwegen ·
Oekraïne ·
Oezbekistan ·
Oman ·
Oostenrijk ·
Panama ·
Paraguay ·
Peru ·
Polen ·
Portugal ·
Puerto Rico ·
Qatar ·
Roemenië ·
Rusland ·
Saint Kitts en Nevis ·
Saint Vincent en de Grenadines ·
Saoedi-Arabië ·
Schotland ·
Servië ·
Slovenië ·
Slowakije ·
Sovjet-Unie ·
Spanje ·
Thailand ·
Trinidad en Tobago ·
Tsjechië ·
Tsjecho-Slowakije ·
Tunesië ·
Turkije ·
Uruguay ·
Venezuela ·
Wales ·
Zuid-Afrika ·
Zuid-Korea ·
Zweden ·
Zwitserland
Algerije (2010) ·
België (2014) ·
Brazilië (2009, 2) ·
Duitsland (2014) ·
Engeland (2010) ·
Ghana (2006) · 
Ghana (2014) · 
Italië (2006) · 
Nederland (2022) ·
Portugal (2014) ·
Slovenië (2010) ·
Tsjechië (2006)
A-internationals · Selecties · CBF · Braziliaans vrouwenelftal · Olympisch elftal · Bondscoaches
1910 – 1919 · 
1920 – 1929 · 
1930 – 1939 · 
1940 – 1949 · 
1950 – 1959 · 
1960 – 1969 · 
1970 – 1979 · 
1980 – 1989 · 
1990 – 1999 · 
2000 – 2009 · 
2010 – 2019 · 
2020 – 2029
WK 1930 · 
WK 1934 · 
WK 1938 · 
WK 1950 · 
WK 1954 · 
WK 1958 · 
WK 1962 · 
WK 1966 · 
WK 1970 · 
WK 1974 · 
WK 1978 · 
WK 1982 · 
WK 1986 · 
WK 1990 · 
WK 1994 · 
WK 1998 · 
WK 2002 · 
WK 2006 · 
WK 2010 · 
WK 2014 · 
WK 2018 · 
WK 2022
OS 1952 · 
OS 1960 · 
OS 1964 · 
OS 1968 · 
OS 1972 · 
OS 1976 · 
OS 1984 · 
OS 1988 · 
OS 1996 · 
OS 2000 · 
OS 2008 · 
OS 2012 · 
OS 2016 · 
OS 2020
1914 · 
1915 · 
1916 · 
1917 · 
1918 · 
1919 · 
1920 · 
1921 · 
1922 · 
1923 · 
1924 · 
1925 · 
1926 · 
1927 · 
1928 · 
1929 · 
1930 · 
1931 · 
1932 · 
1933 · 
1934 · 
1935 · 
1936 · 
1937 · 
1938 · 
1939 · 
1940 · 
1941 · 
1942 · 
1943 · 
1944 · 
1945 · 
1946 · 
1947 · 
1948 · 
1949 · 
1950 · 
1951 · 
1952 · 
1953 · 
1954 · 
1955 · 
1956 · 
1957 · 
1958 · 
1959 · 
1960 · 
1961 · 
1962 · 
1963 · 
1964 · 
1965 · 
1966 · 
1967 · 
1968 · 
1969 · 
1970 · 
1971 · 
1972 · 
1973 · 
1974 · 
1975 · 
1976 · 
1977 · 
1978 · 
1979 · 
1980 · 
1981 · 
1982 · 
1983 · 
1984 · 
1985 · 
1986 · 
1987 · 
1988 · 
1989 · 
1990 · 
1991 · 
1992 · 
1993 · 
1994 · 
1995 · 
1996 · 
1997 · 
1998 · 
1999 · 
2000 · 
2001 · 
2002 · 
2003 · 
2004 · 
2005 · 
2006 · 
2007 · 
2008 · 
2009 · 
2010 · 
2011 · 
2012 · 
2013 · 
2014 · 
2015 · 
2016 · 
2017 · 
2018 ·
2019 ·
2020 ·
2021
Algerije ·
Andorra ·
Argentinië ·
Australië ·
België ·
Bolivia ·
Bosnië en Herzegovina ·
Bulgarije ·
Canada ·
Chili ·
China ·
Colombia ·
Congo-Kinshasa ·
Costa Rica ·
Denemarken ·
DDR ·
Duitsland ·
Ecuador ·
Egypte ·
El Salvador ·
Engeland ·
Estland ·
Finland ·
Frankrijk ·
Gabon ·
Ghana ·
Griekenland ·
Guatemala ·
Guinee ·
Haïti ·
Honduras ·
Hongarije ·
Hongkong ·
Ierland ·
IJsland ·
Irak ·
Iran ·
Israël ·
Italië ·
Ivoorkust ·
Jamaica ·
Japan ·
Joegoslavië ·
Kameroen ·
Kroatië ·
Letland ·
Litouwen ·
Luxemburg ·
Maleisië ·
Marokko ·
Mexico ·
Nederland ·
Nieuw-Zeeland ·
Nigeria ·
Noord-Ierland ·
Noord-Korea ·
Noorwegen ·
Oekraïne ·
Oman ·
Oostenrijk ·
Panama ·
Paraguay ·
Peru ·
Polen ·
Portugal ·
Qatar .
Roemenië ·
Rusland ·
Saoedi-Arabië ·
Senegal ·
Servië ·
Schotland ·
Slowakije ·
Sovjet-Unie ·
Spanje ·
Tanzania ·
Thailand ·
Tsjechië ·
Tsjecho-Slowakije ·
Tunesië ·
Turkije ·
Uruguay ·
Venezuela ·
Verenigde Arabische Emiraten ·
Verenigde Staten ·
Wales ·
Zambia ·
Zimbabwe ·
Zuid-Afrika ·
Zuid-Korea ·
Zweden ·
Zwitserland
Argentinië (1982) ·
Argentinië (2005) ·
Australië (1997) ·
Australië (2006) ·
België (2018) ·
Chili (2014) ·
China (2002) ·
Colombia (2014) ·
Costa Rica (2018) ·
Duitsland (2002) ·
Duitsland (2014) ·
Frankrijk (1998) ·
Frankrijk (2006) ·
Ghana (2006) ·
Hongarije (1954) ·
Italië (1970) ·
Italië (1982) ·
Italië (1994) ·
Japan (2006) ·
Kameroen (2014) ·
Kameroen (2022) ·
Kroatië (2006) ·
Kroatië (2014) ·
Kroatië (2022) ·
Mexico (1999) ·
Mexico (2014) ·
Mexico (2018) ·
Nederland (2014) ·
Portugal (2010) ·
Servië (2018) ·
Spanje (2013) ·
Tsjecho-Slowakije (1962, 2) ·
Turkije (2002, 1) ·
Uruguay (1950) ·
Verenigde Staten (2009, 2) ·
Zweden (1958) ·
Zwitserland (2018)